# Claus Winkler (Architekt)
Claus Winkler (* 1929 in München) ist ein deutscher Architekt.

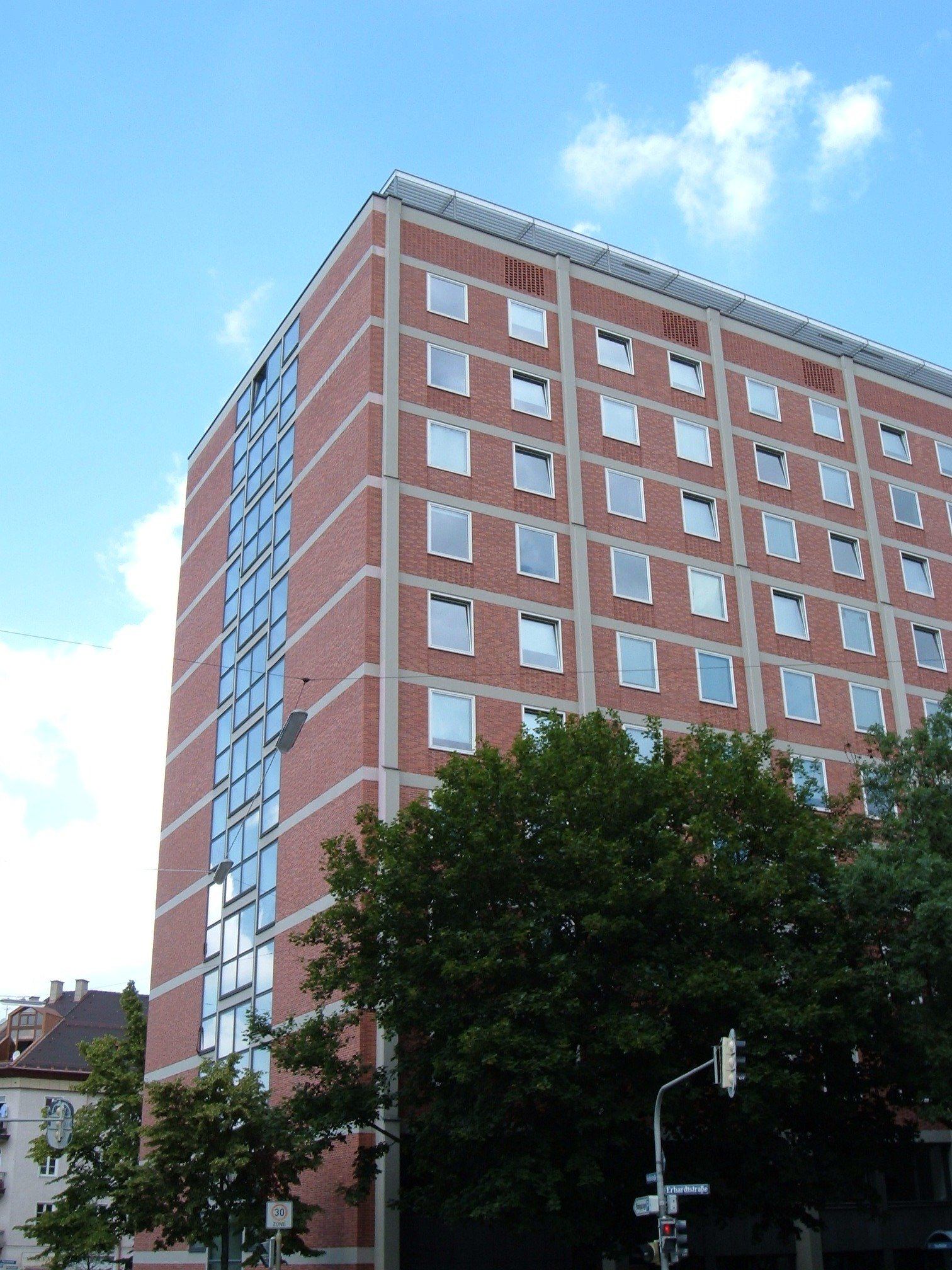
Deutsches Patentamt

## Werdegang
Claus Winkler studierte ab 1949 Architektur an der Technischen Hochschule München. Bis in die 1970er Jahre hinein arbeitete er mit seinem Vater Georg Hellmuth Winkler zusammen, mit dem er in Bürogemeinschaft wirkte. Von 1985 bis 1992 war er in einer Büropartnerschaft mit Edwin Effinger tätig.

## Bauten
- 1950–1960: Agfa-Hochhaus in München (2008 gesprengt), mit Georg Hellmuth Winkler
- 1953–1959: Deutsches Patent- und Markenamt in München, mit Georg Helmuth Winkler und Franz Hart
- 1960: Geschäftshaus der Firma Kustermann, München
- 1963–1965: Bürogebäude der Münchener Rückversicherungs-AG, München, mit Hans Maurer und Georg Helmuth Winkler
- 1960–1967: Wohnhäuser an der Chiemgaustraße, München
- 1967: Hochhäuser mit Ladenzentrum für J. Filser, München
- 1966–1971: Haus der Deutschen Industrie, Köln
- 1974: Verwaltungsgebäude der Firma Rank Xerox, München
- 1985–1990: Druckereigebäude des Süddeutschen Verlags, München, mit Peter C. von Seidlein, Edwin Effinger und Horst Fischer

## Ehrungen und Preise
- 1985: BDA-Preis Bayern für Druckereigebäude des Süddeutschen Verlags, München
- 1985: Deutscher Architekturpreis für Druckereigebäude des Süddeutschen Verlags, München

Folgendes Bauwerk ist ein Baudenkmal und ist im Bayerischen Landesamt für Denkmalpflege eingetragen:
- Bürogebäude der Münchener Rückversicherungs-AG ist Baudenkmal von Schwabing